# 尹士俍
尹士俍（1690年—18世纪？），字子元，號東泉，山東濟寧州人，清朝地方官员，附監出身。

## 生平
雍正七年（1729年）尹前往台灣擔任台灣府海防補盜同知。雍正九年（1731年）歷任彰化倉庫查盤、赴北路各營汛閱操驗械等職。翌年，台灣中部爆發大甲西社抗清事件，他轉辦軍需，並昇任台灣府淡水撫民同知。雍正十一年（1733年）他因為「辦理軍糈，著有勞績」，經福建巡撫趙國麟舉薦，升任台灣府知府；並於兩年後再升台灣道。乾隆四年（1739年）任滿，調任湖北鄖襄道。
他最大功績為在台任職十年，了解台灣民情，並離台前夕，纂成《臺灣志略》，曾為日後台灣地方志書的取材書籍；例如劉良璧《重修福建臺灣府志》及范咸《重修臺灣府志》。不過，此書流傳甚少，久不為世人所知，僅北京圖書館藏有乾隆間刊本一部。